# Istituto vescovile Gregorio Barbarigo
(parole incise sul portale d'ingresso dell'Istituto vescovile Barbarigo)
L'Istituto Barbarigo (ex Collegio Vescovile Barbarigo) è una scuola cattolica che opera sin dal 1919 nella città di Padova. 
Prende il nome dal vescovo di Padova, san Gregorio Barbarigo. La scuola è paritaria e comprende Scuola Secondaria di Primo Grado e scuole superiori di secondo grado con i seguenti indirizzi: liceo classico, liceo scientifico, liceo scientifico scienze applicate e Istituto Tecnico Economico. Ospita la più grande scuola d'arpe italiana, l'“Ensemble Floriana”. L'Istituto Barbarigo, che fino al 2022 era gestito direttamente dalla diocesi di Padova. Dal 1 agosto 2022 l'Ente Gestore dell'Istituto Barbarigo è la Fondazione Girolamo Bortignon. L'attuale preside è Maria-Pia Vallo.

## La sede
Il Collegio vescovile Barbarigo è ospitato a Padova in via dei Rogati, n° 17 presso il palazzo Genova che costituisce un'opera interessante e rappresentativa del rinascimento a Padova.
L'edificio si innalza arretrato rispetto al profilo stradale e dal punto di vista formale vi si nota un'accentuazione del motivo geometrico. Nella facciata, il portale d'ingresso, gli stipiti e le colonne delle bifore e della trifora sono in trachite grigia, il rivestimento a losanghe del piano terra e la bugnatura del primo piano sono in pietra d'Asiago di colore bianca e rosa. Il predominio del materiale trachitico suggerisce un carattere massivo, semplice ma nello stesso tempo solenne dell'architettura. La facciata è rimasta intatta nel corso di cinque secoli grazie alla resistenza dei materiali con la quale fu costruita.
Sopra il portone di ingresso si legge una scritta in latino a caratteri romani che dà il benvenuto a coloro che entrano: Bonis Omnibus Pandana che tradotto significa: “aperta a tutti i buoni”. 
Dal portone, attraversato l'atrio, si giunge allo scalone d'onore, ornato da un parapetto a colonnine di pietra bianca e da un pergolo a due fornici che mettono in vista due grandi tele centinate, una con l'effigie di Sant'Andrea attribuita al Magonza (sec.XVII) e l'altra con la scena dell'incoronazione della Beata Vergine nell'empireo e l'estasi di San Giovanni Evangelista, attribuita al Minorello (sec.XVII). 
Il salone del piano nobile ha il pavimento in terrazzo veneziano ed il soffitto a travi dipinti. Nei quattro angoli si aprono quattro solenni portali in pietra con ante in legno massiccio e sul fronte nord un affresco rappresenta uno scalone che in prospettiva crea l'illusione di un prolungamento della sala. Ne fa da corona il giardino racchiuso dal quadriportico a colonne di pietra nel lato sud e in mattoni negli altri tre lati. Al centro vi è una fontana ombreggiata da otto palme giganti e aiuole verdi con alberi di melograni, olivi, ibiscus, arancini sardi, nespole giapponesi, oleandri.

## Storia
Nel 1919 con decreto ufficiale del vescovo di Padova, nacque l'odierno Collegio vescovile Barbarigo e ne divenne primo Rettore don Giovanni Brunello che era stato per diversi anni insegnante di Lettere nel Ginnasio del Collegio di Thiene. Il Vescovo di Padova, Luigi Pellizzo, decise di intitolare il nuovo collegio a San Gregorio Barbarigo (1625-1697) in quanto rappresenta per la città di Padova un personaggio illustre, un vescovo lungimirante e illuminato che seppe coniugare scienza e fede, teologia e carità con idee innovative, un rigore morale e una condotta esemplare.
Il primo Rettore dell'Istituto Barbarigo, ebbe come priorità quella di procurare degli spazi per la scuola. Dissodate e spianate con l'aiuto degli stessi alunni le erbacce del Seminario e demolite tutte le umili abitazioni di proprietà del Seminario che correvano lungo via dei Rogati, al loro posto vennero costruiti una serie di edifici razionalmente disposti anche in funzione di futuri ampliamenti e sviluppi. Il primo Rettore fece innalzare così il refettorio, e fece costruire gli alloggi per i professori. 
Don Brunello morì nel 1928 e gli successe mons. Brotto. Durante il suo rettorato, nel periodo del regime fascista, arrivò la parificazione del Liceo-Ginnasio con Regio Decreto Ministeriale del 7 agosto 1939 portando a piena consonanza i programmi e le richieste educative con le direttive statali.
Allo scoppio della seconda guerra mondiale il “Barbarigo” visse in prima linea le tragiche vicende belliche divenendo uno dei protagonisti più importanti della città di Padova. L'Istituto divenne quasi un tempio extraterritoriale per molti perseguitati, il portone di via Rogati si apriva silenziosamente per quanti, violentati nel corpo e nello spirito, chiedevano aiuto al di là delle idee professate. L'anno scolastico 1944 -45 è stato il più triste e movimentato della storia del Collegio. Allarmi, bombardamenti, mitragliamenti, corse di giorno, fughe di notte, lotta clandestina basata su lavoro silenzioso ed audace, arresti, sospetti, timori e minacce. Gli allarmi influirono enormemente sulla scuola; assenze frequenti, irregolarità di lezioni, impreparazioni più o meno giustificate. I ritorni a casa dei convittori si diradarono sempre più e la preoccupazione per i familiari si trasformava sempre più in angoscia. Nel periodo della Resistenza, il Collegio divenne anche centrale cospirativa, magazzino di esplosivi, sede del comando militare provinciale, centro di informazioni e di staffette, vantando anche pagine di lotta, di eroismo e di lutti. Nei primi di gennaio il prof. Apolloni venne imprigionato a Palazzo Giusti, don Francesco era ricercato, don Pietro già languiva in Casa di Pena, don Giovanni Nervo, tipografo improvvisato ma esperto di foglietti clandestini era segregato nella sua stanza ridotta a tipografia. Un grave colpo per mons. Brotto fu quando gli portarono la tragica notizia di alcuni giovani ufficiali del Regio Esercito Italiano, ex allievi del Barbarigo i quali non avendo aderito alla Repubblica Sociale Italiana di Mussolini, erano stati vilmente fucilati. Verso la fine dell'aprile del 1945, alla vigilia dell'insurrezione, una quindicina di partigiani, usciti dalle celle di palazzo Giusti, furono i primi graditi ospiti dell'Istituto Barbarigo. Con il 1º maggio cominciò a funzionare il “Centro Assistenza”, “Comando di Tappa” e smistamento della regione Veneto per gli ex-prigionieri e reduci dalla Germania. A disposizione degli assistiti fu messo tutto il complesso consistente in: aule, dormitori, refettorio, palestra, chiesa, cucine e tutto in giro al cortile sotto i portici furono sistemati mucchi di paglia. Nel mese di maggio del 1945, il Barbarigo ospitò 14.437 ex internati, giovani di tutte le età che soggiornarono all'Istituto per cinque mesi durante i quali, il Collegio, fece trovare loro cibo, abiti ed indirizzandoli poi ai rispettivi luoghi di origine.
Nell'Istituto due lapidi ricordano il sacrificio degli ex studenti Benedetto de Besi e Guido Puchetti, divenuti partigiani, che il 6 settembre 1944 furono trucidati dai nazifascisti a 18 anni, e perciò insigniti della medaglia d'argento al valor militare alla memoria.
A mons. Brotto successe mons. Zannoni. Nel mese di maggio del 1953 giunse il riconoscimento legale dell'Istituto Tecnico Commerciale (Ragioneria) e coronò felicemente il sogno e le aspirazioni di alunni e famiglie mentre il Liceo Scientifico fece la sua comparsa nel “Barbarigo” solamente nell'ottobre del 1963.
Nel 1967 don Mario Mortin venne nominato nuovo Rettore del Collegio, col difficile compito di succedere a mons. Zannoni, uomo dalla ricchissima personalità, e molto attivo in Italia nella difesa della scelta della scuola cattolica. In questo periodo fu tra gli allievi dell'istituto Ezechiele Ramin, successivamente divenuto un missionario comboniano, che subì martirio in Brasile nel 1985.
L'anno scolastico 1969-70 vide l'introduzione nella Scuola Media di un originale esperimento di Educazione Musicale condotto da don Floriano Riondato che ha saputo galvanizzare la passione degli allievi verso lo studio degli strumenti musicali. 
Novità ancor più rilevante fu l'inserimento delle ragazze nel Collegio Barbarigo che iniziò timidamente nel 1972, ma che crebbe tumultuosamente in seguito fino a superare in certe classi il numero di maschi e dimostrò quanto tale decisione fosse pedagogicamente opportuna e corrispondesse alle esigenze delle famiglie e al desiderio delle ragazze di trovare in Diocesi una scuola cattolica aperta anche per loro in settori che non fossero solamente le Magistrali ed il Liceo Linguistico.
Nell'anno scolastico 1973-74 vennero introdotte nelle classi superiori dell'Istituto Barbarigo le lezioni di educazione sessuale e con l'anno scolastico 1975-76 si aprì pure l'Istituto Tecnico per Geometri. 
Nel'agosto del 1987 il Vescovo di Padova, accogliendo le dimissioni del Rettore Mortin, nominò quale suo successore don Francesco Cesaro. Durante il suo rettorato, nel 1992, nacque la Scuola d'Arpa, fiore all'occhiello del Gruppo Musicale di don Floriano. La prima insegnante fu la professoressa Giuliana Bressan. Oggi la Scuola d'Arpa (più grande d'Italia) è diretta dalla professoressa Maria Chiara Bassi, conta 24 alunne e possiede 14 arpe celtiche e classiche.
Nel 1997 fu nominato nuovo Rettore dell'Istituto Barbarigo don Giancarlo Battistuzzi che diede attuazione agli importanti progetti europei Socrates-Comenius. Comenius, che fa parte del programma Socrates, riguardò direttamente il “Barbarigo”. Gli studenti di sei scuole europee svilupparono in lingua inglese e/o tedesca, un tema all'interno dei titoli prescelti e dopo essersi scambiati i risultati con le scuole partner si effettuarono delle visite alle scuole promuovendo così scambi tra studenti. I progetti Comenius si sono rivelati delle proposte di alto valore culturale. Esempio fu la settimana galileiana, svoltasi nell'Istituto, durante la quale un gruppo di 40 studenti di 18 anni, di quattro nazioni diverse, hanno studiato la figura dello scienziato pisano, mettendo a confronto le diverse scuole di pensiero e di tradizioni culturali.
Evento degno di nota per l'Istituto Barbarigo, è stata la consegna di un “formale” o “fermaglio da piviale” direttamente nelle mani di Benedetto XVI, il 14 marzo 2006, durante l'udienza generale del mercoledì in Vaticano. Il fermaglio da piviale era stato realizzato da un alunno durante le ore di lezione di Arte Cristiana.
Dal settembre 2009 il Rettore dell'Istituto è don Cesare Contarini, ex direttore della Difesa del Popolo, settimanale diocesano.
Nel 2021 Giovanni Ponchio, già docente di Barbarigo, è diventato il primo preside laico della scuola, che dall'anno successivo verrà incorporata dalla Fondazione Girolamo Bortignon e non farà più capo alla diocesi di Padova.
Dal settembre 2024 l'istituto Barbarigo ha una nuova preside: Maria Pia Vallo, prima donna a ricoprire il ruolo.